# Lipcse–Drezda-vasútvonal
A Lipcse–Drezda-vasútvonal egy kétvágányú villamosított normál nyomtávolságú fővonal Szászországban. A Lipcséből Wurzen, Oschatz és Riesa érintésével Drezdába vezető útvonalat 1839-ben a Lipcse-Dresdeni Vasúttársaság építette az első német távolsági vasútvonalként, így a németországi vasút történetének egyik legrégebbi vasútvonala.
A vonal bővítése 1993 óta folyik a 9. számú német egységszállítási projektként. 2019 végéig a szövetségi kormány szerint a becsült 1,56 milliárd eurós összköltségből 1,317 milliárd eurót fektettek be (dinamizált tervezési, területszerzési és építési költségek). Ez azt jelenti, hogy összesen 243 millió eurónyi beruházás van még hátra. 2030-ra tervezik a bővítési projekt befejezését.

## Útvonal
A lipcsei főpályaudvartól északra a folyamatosan kétvágányú vonal keletre fordul, és sűrűn lakott területen halad keresztül. A Leipzig-Volkmarsdorf állomás leszerelt peronjai közvetlenül a Hermann-Liebmann-Straße közúti híd előtt (1,9 km) feküdtek, az ezt követő Bennigsenstraße hídnál pedig a regionális pályaudvarról a régi LDE mozdonytelephez vezető vágánykapcsolat van a Drezda felé vezető vonalon, a Lipcse-Geithain vasútvonal túloldalán. A vonal most kissé délkelet felé folytatódik, míg a Zwickau és Plauen (-Hof) között összekötő, ma már lebontott Leipzig-Hof vasútvonalhoz vezető, korábban egyenesen haladó, majd 90 fokos kanyarral dél felé haladó, a Lipcse–Drezda-vasútvonalon átívelő hídon átvezető összeköttetés korábban egyenesen haladt, majd 90 fokos kanyarral dél felé haladt. Közvetlenül a Torgauer Straße hídja után egyvágányú összeköttetés futott a vonalról Hof felé, hogy a Leipzig-Sellerhausen állomás közelében, a Püchauerstraße csomópontnál találkozzon a Lipcse-Drezda vonallal.
A vonal a 3,9 km-nél áthalad a Lipcse-Wahren és Lipcse-Connewitz között futó lipcsei teherforgalmi gyűrű alatt, majd nem sokkal később a Leipzig-Schönefeld és Leipzig-Engelsdorf állomások közötti összekötő ív alatt halad át. Leipzig-Paunsdorf után ágazik le a Geithainba tartó fővonal, amely addig a Lipcse-Drezda-vonallal párhuzamosan halad, korábban két vágányon, jelenleg egy vágányon. A vonal a Leipzig-Engelsdorf rendezőpályaudvar mellett halad tovább. Az állomás területén két csatlakozás van a lipcsei teherpályaudvari körgyűrűhöz, az egyik az 5,6 km-nél lévő rövid összekötőn keresztül, a másik pedig a pályaudvar keleti végénél, a 7,8 km-nél.
A vonal három vágányú Lipcse-Engelsdorf és Borsdorf között. Borsdorfhoz közeledve, a 9,1 km-nél a vonal az 1939-ben elkészült 14-es autópálya alatt halad át. Alig egy kilométerrel ezután Althenben található az a pont, ahol a vonal 1837-es első építési szakaszának végén a Lipcse felől érkező vonatok végállomása volt. Itt 1987-ben emlékkövet állítottak. Borsdorf állomáson a második Lipcse-Drezda-vonal Döbelnben keresztül ágazik le. Machernben egy három kilométer hosszú és akár tizenkét méter mély vágat található. Ez volt a vonal egyik legnagyobb földmunkája.
Wurzenben a Borsdorftól folyamatosan északkelet felé haladó vonal eléri legészakibb pontját, és keresztezi a Muldét. A Mulde-hidat, az első német vasúti hidat August Königsdorfer építette 1837-38-ban, egyszerű faszerkezetként, amely 384 m hosszú volt, és 39 m-rel meghaladta a Riesánál az Elba felett átívelő 19 ágú hidat. A Mulde-völgyi vasút Wurzen állomáson kezdődött, és Großbothenen keresztül Glauchau felé haladt, északi meghosszabbítása pedig Eilenburgig futott, mindkettő mellékvonalnak minősült. A Mulde-völgyi vasútnak a dehnitz-i vízüveggyárral való összeköttetése továbbra is használatban van. A következő elágazásnál, Kornhainnál az Eilenburgba tartó vonal másodszor is csatlakozott a drezdai vonalhoz. Az összekötő ív, amelyet elsősorban katonai okokból építettek, időnként elterelésre is használták.

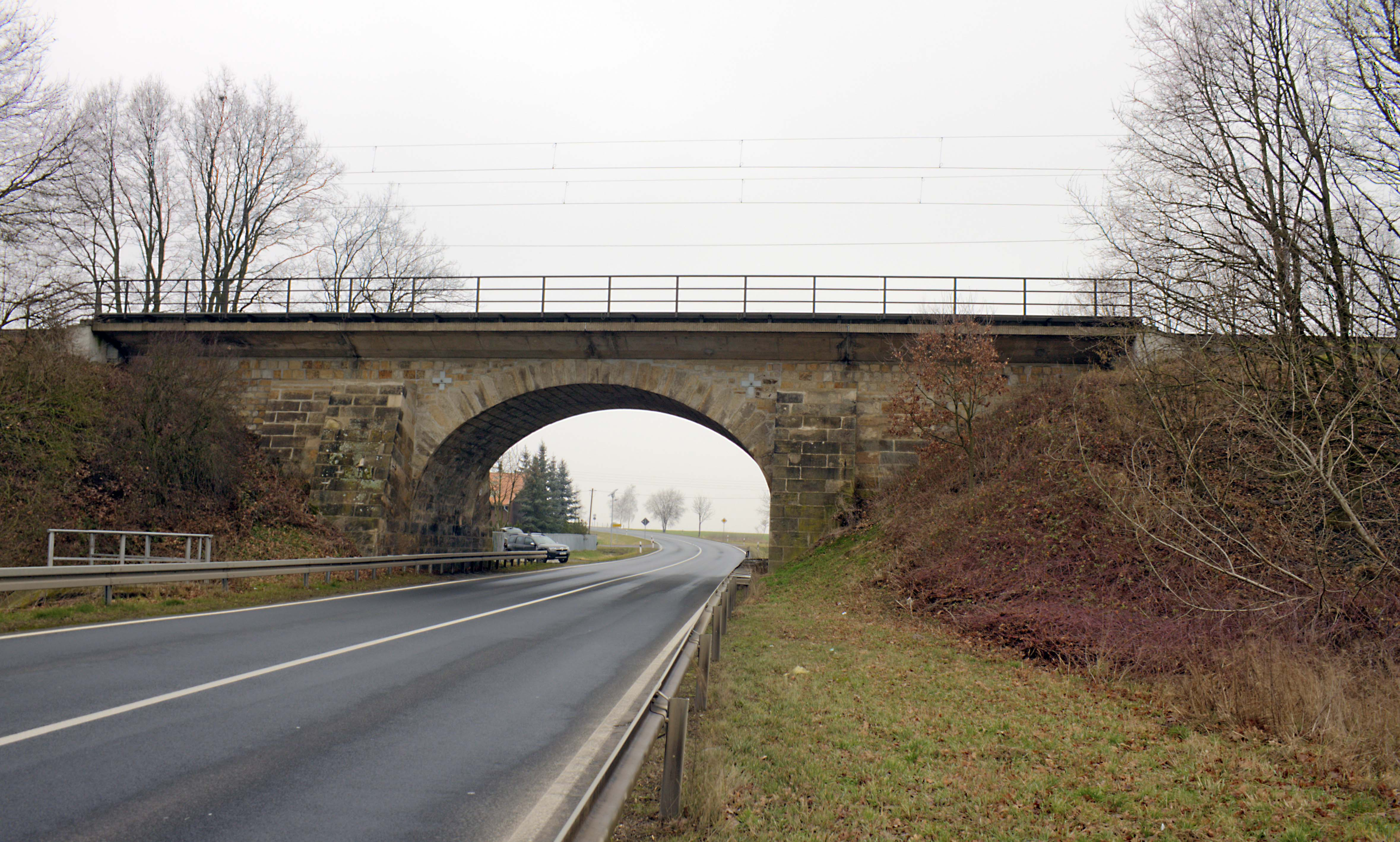
A legrégebbi működő német vasúti híd, 1838-ban épült

A 29,25 km-nél a vonal a 6-os szövetségi utat keresztezi Németország legrégebbi, még ma is használatban lévő vasúti hídján, amelyet 1838-ban építettek. A vonal most délkeleti irányban halad, északra elhalad a 312 méteres tengerszint feletti magasságba emelkedő Collmberg mellett, és egy balra ívelő kanyarban a várostól északra fekvő Oschatz állomásig tart. Oschatz állomás mellett még mindig a Mügelnbe tartó 750 mm nyomtávú vasútvonal (a mügelni vasúthálózat része) kezdődik; korábban egy másik 750 mm nyomtávú vonal Strehlába vezetett. Az állomás után 500 méterrel a vonal 1995-ig egy három íves viadukton, majd egy másik hídon át vezetett a Döllnitz folyó felett. Mindkét híd 1847-ig egy 406 m hosszú, 25 ívből álló viadukt része volt. Ezt egy töltés váltotta fel. A vonal 1995-ös korszerűsítése során a döllnitzi átkelő ívét kiszélesítették, míg a döllnitzi viadukt többi részét már nem használják. Kicsit lejjebb a vonalon az 1980-as években normál nyomtávú vágányt építettek, amely a Mannschatz átkelő hurokjánál csatlakozik, és egy régi keskeny nyomtávú vágányágyon halad Strehlába, hogy a Riesa Elba-híd megkerülését hozzák létre a háborúra való felkészülés jegyében.

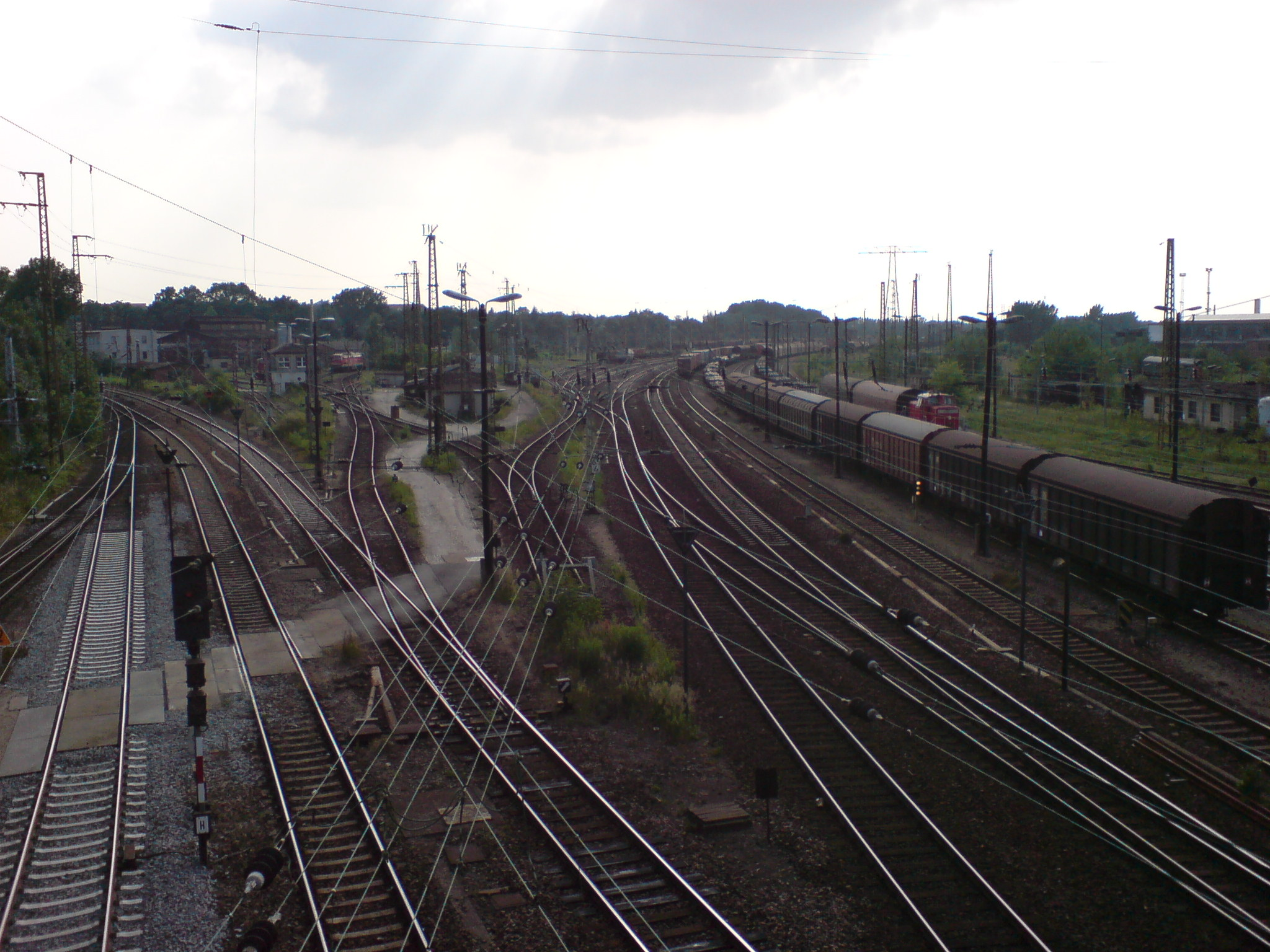
Elágazás Riesában: balra Chemnitz felé, jobbra Lipcse felé

A vonal kelet felé halad Riesáig, ahol a Chemnitzből és Nossenből érkező vonalak ágaznak el. Az állomáson túl egy 1964 és 1966 között épült, kötött ívű hídon keresztezi az Elbát. Röderauban és Zeithainban két csomópontja van a Falkenberg (Elster) és az Elsterwerda felé tartó vonalaknak. A vonal most délkeleti irányba fordul, és Glaubitzban keresztezi az Elba-Elster uszálycsatornát. Weißig után a 2010-ben megnyitott Böhla felé vezető vonal a Berlin-Drezden vasútvonalra közlekedő nagysebességű személyszállító járatokat szállítja, hogy befejezzék a Drezda megközelítését. A vonal Priestewitzben keresztezi a 101-es szövetségi utat, ahol a Großenhain-Priestewitz vasútvonal leágazik, hogy csatlakozzon a Großenhain-Cottbus vasútvonalhoz.
Innen a vonal dél felé halad, általában párhuzamosan a Berlin-Dresden vasútvonallal. Korábban a híres, 515 m hosszú, 9,6 m széles Oberau-alagúton haladt át, amelyet 500 freibergi bányamester és 2000 segédmunkás épített 3 éven keresztül 1839-ig. Ezt 1933-ban vágattá alakították át. Az alagút egykori keleti portáljának szintjén, a vágat felett található az alagút egyik díszpillére, az alagút bejáratának emlékműve. Niederau állomáson (95,7 km) található Németország második legrégebbi vasútállomás épülete, amely a 2000-es évek eleji eladásáig sokáig Németország legrégebbi működő állomásépülete volt. Röviddel később a vonal eléri Weinböhla állomást, amelyet 2002. december 15-én nyitottak meg. A 98,6-os km-nél Coswigban még mindig láthatók a Neusörnewitzbe vezető összekötő kanyar maradványai a Döbelnbe vezető vonalon, amelyet 1993-ban zártak le. A Berlinből és Lipcséből érkező vonalak keresztezése után a Berlin-Dresden vasútvonal keresztezi az Elbát, és annak déli partján halad a Drezda-Friedrichstadt pályaudvarig. A Lipcse-Drezda vonal az Elba északi partján Radebeulon keresztül Dresden-Neustadtig tart, ahol közvetlenül az állomás előtt csatlakozik a Drezda-Görlitz-vasútvonalhoz. A Lipcse-Drezda vonal tovább halad Drezda belvárosán keresztül, és a Marienbrücke (Marienbrücke) hídon keresztül másodszor is átkel az Elba folyón, hogy találkozzon a Berlinből érkező vonallal és a Drezda-Werdau vasútvonallal, amelyek együttesen a drezdai főpályaudvar felé kanyarodnak, ahol véget érnek. A vonal Drezda-Děčín-vasútvonalként, más néven Elba-völgyi vasútként folytatódik Csehország felé.